# 신랑 (건축)

신랑

신랑(身廊, Nave, 네이브) 또는 중랑(中廊)은 교회(성당) 건축에서 중앙 회랑에 해당하는 중심부로서 교회 내부에서 가장 규모가 크고 넓은 부분이다. 보통 긴 의자가 설치되어 예배자를 위한 공간이다.

## 같이 보기
- 측랑
- 익랑
- 교차랑
- 주보랑
- 제실
- 내진
- 후진
- 배랑